# Erica James
Erica James z domu Sullivan (ur. 1960 w Surrey) – brytyjska pisarka, autorka romansów.
Za swoją powieść Ogrody marzeń otrzymała nagrodę literacką Romantic Novel of the Year Award. 
Jest rozwiedziona. Ma dwóch synów.

## Powieści
- A Breath of Fresh Air (1996)
- Time for a Change (1997)
- Airs and Graces (1997; wyd. pol. 2015 Plan na szczęście)
- A Sense of Belonging (1998)
- Act of Faith (1999)
- The Holiday (2000)
- Precious Time (2001)
- Hidden Talents (2002; wyd. pol. 2014 Ukryte talenty)
- Paradise House (2003; wyd. pol. 2008 Pensjonat na wzgórzu oraz 2013 Rajski domek)
- Love and Devotion (2004; wyd. pol. 2008 Trudna obietnica oraz 2014 Małe szczęścia)
- Gardens of Delight (2005; wyd. pol. 2013 Ogrody marzeń)
- Tell It to the Skies (2007)
- It's the Little Things (2008)
- The Queen of New Beginnings (2010)
- Promises, Promises (2010)
- The Real Katie Lavender (2011)
- The Hidden Cottage (2013)
- Summer at the Lake (2014; wyd. pol. 2016 Lato nad jeziorem)
- The Dandelion Years (2015)
- Song of the Skylark (2016)
- Coming Home to Island House (2018)